# Missionskyrkan, Gripenberg
Missionskyrkan, Gripenberg är en kyrkobyggnad i Gripenberg utanför Tranås. Kyrkan tillhör Gripenbergs missionsförsamling (Svenska Missionsförbundet) som numera är en del av Equmeniakyrkan.
I kyrkan finns inget permanent instrument.